# 極限釣魚
極限釣魚（英語：Extreme Fishing with Robson Green），由英國第五台製作的釣魚節目，由喜劇演員羅布森·格林主持，他在世界各地旅行並進行釣魚。2008年開始播放，現播放到第五季。

## 外部連結
- 官方网站